# (74) Галатея
(74) Галатея (лат. Galatea) — астероид главного пояса астероидов, который принадлежит к тёмному спектральному классу C. Он был открыт 29 августа 1862 года немецким астрономом Эрнстом Темпелем в Марсельской обсерватории и назван в честь Галатеи, одной из нереид в древнегреческой мифологии.

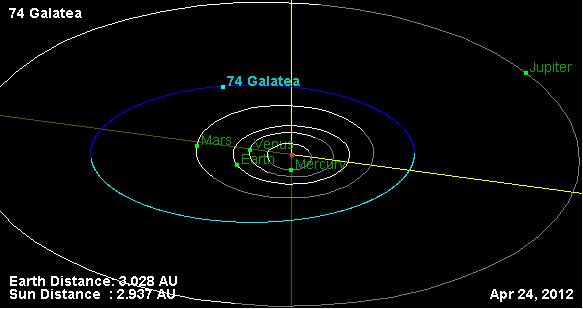
Орбита астероида Галатея и его положение в Солнечной системе